# Pygopleurus mardiensis
Pygopleurus mardiensis är en skalbaggsart som beskrevs av Baraud 1989. Pygopleurus mardiensis ingår i släktet Pygopleurus och familjen Glaphyridae. Inga underarter finns listade i Catalogue of Life.